# Wereldkampioenschap voetbal 2010 (Groep A) Uruguay - Frankrijk
In dit artikel wordt de Wereldkampioenschap voetbal 2010-wedstrijd in de groepsfase in Groep A tussen Uruguay en Frankrijk (gespeeld op 11 juni 2010) nader uitgelicht. De uitslag van de wedstrijd was 0–0.

## Wedstrijdgegevens
| Datum                       | 11 juni 2010               | 11 juni 2010               |
| Stadion                     | Groenpuntstadion, Kaapstad | Groenpuntstadion, Kaapstad |
| Toeschouwers                | 64.100                     | 64.100                     |
| Scheidsrechter              | Yuichi Nishimura           | Yuichi Nishimura           |
| Assistenten                 | Toru Sagara Jeong Hae Sang | Toru Sagara Jeong Hae Sang |
| Vierde man                  | Joel Aguilar               | Joel Aguilar               |
| Man van de wedstrijd        | Diego Forlán               | Diego Forlán               |
|                             | Uruguay                    | Frankrijk                  |
| Doelpunten                  | 0                          | 0                          |
| Gele kaarten                | 4                          | 3                          |
| Rode kaarten                | 1                          | 0                          |
| Wissels                     | 3                          | 3                          |
| Schoten op doel             | 3                          | 3                          |
| Schoten naast doel          | 3                          | 9                          |
| Overtredingen               | 13                         | 20                         |
| Hoekschoppen                | 0                          | 4                          |
| Buitenspel                  | 5                          | 4                          |
| Strafschoppen               | 0                          | 0                          |
| Balbezit (tijd)             | 31 min                     | 36 min                     |
| Balbezit (%)                | 46                         | 54                         |
| Totale afstand afgelegd (m) | 101.215                    | 101.506                    |

| Uruguay | 0 – 0        | Frankrijk |
| | goals        | |
| Oscar Tabárez | bondscoach   | Raymond Domenech |
| |              | |
| Fernando Muslera Diego Lugano Diego Godin Mauricio Victorino Luis Suárez 74' Diego Forlán Álvaro Pereira Diego Pérez 87' Maximiliano Pereira Egidio Árevalo Ignacio González 63' | opstellingen | Hugo Lloris Bakari Sagna Éric Abidal William Gallas Franck Ribéry 75' Yoann Gourcuff 85' Sidney Govou Patrice Evra Jérémy Toulalan Abou Diaby 72' Nicolas Anelka |
| Nicolás Lodeiro 63' Sebastián Abreu 74' Sebastián Eguren 87' | wissels      | 72' Thierry Henry 75' Florent Malouda 85' André-Pierre Gignac |
| |              | |
| Mauricio Victorino 59' Nicolás Lodeiro 65' Diego Lugano 90+3' | gele kaarten | 12' Patrice Evra 19' Franck Ribéry 68' Jérémy Toulalan |
| Nicolás Lodeiro 81' | rode kaarten | |

## Overzicht van wedstrijden
| Groepswedstrijden | | | |
| Groep A | Groep B | Groep C | Groep D |
| Zuid-Afrika - Mexico Uruguay - Frankrijk Zuid-Afrika - Uruguay Frankrijk - Mexico Mexico - Uruguay Frankrijk - Zuid-Afrika | Zuid-Korea - Griekenland Argentinië - Nigeria Argentinië - Zuid-Korea Griekenland - Nigeria Griekenland - Argentinië Nigeria - Zuid-Korea | Engeland - Verenigde Staten Algerije - Slovenië Slovenië - Verenigde Staten Engeland - Algerije Slovenië - Engeland Verenigde Staten - Algerije | Duitsland - Australië Servië - Ghana Duitsland - Servië Ghana - Australië Australië - Servië Ghana - Duitsland    |
| Groep E | Groep F | Groep G | Groep H |
| Nederland - Denemarken Japan - Kameroen Nederland - Japan Kameroen - Denemarken Kameroen - Nederland Denemarken - Japan    | Italië - Paraguay Nieuw-Zeeland - Slowakije Slowakije - Paraguay Italië - Nieuw-Zeeland Paraguay - Nieuw-Zeeland Slowakije - Italië       | Ivoorkust - Portugal Brazilië - Noord-Korea Brazilië - Ivoorkust Portugal - Noord-Korea Noord-Korea - Ivoorkust Portugal - Brazilië             | Honduras - Chili Spanje - Zwitserland Chili - Zwitserland Spanje - Honduras Chili - Spanje Zwitserland - Honduras |
| Achtste finales | | | |
| Uruguay - Zuid-Korea Verenigde Staten - Ghana                                                                              | Duitsland - Engeland Argentinië - Mexico                                                                                                  | Nederland - Slowakije Brazilië - Chili | Paraguay - Japan Spanje - Portugal                                                                                |
| Kwartfinales | | | |
| Brazilië - Nederland | Uruguay - Ghana | Argentinië - Duitsland | Paraguay - Spanje                                                                                                 |
| Halve finales | | | |
| Nederland - Uruguay | Nederland - Uruguay | Duitsland - Spanje | Duitsland - Spanje                                                                                                |
| Troostfinale | | | |
| Uruguay - Duitsland | | | |
| Finale | | | |
| Spanje - Nederland | | | |